# باتريك سابونجيا
باتريك سابونجيا هو ممثل كندي، ولد في 9 يناير 1975 بمونتريال في كندا.

## أعمال

### أفلام
- (2011) المخلدون[2][3]
- (2012) هذا معناه حرب[4][5]
- (2015) أرض الغد[6]

### مسلسلات
- البرق

## وصلات خارجية
- باتريك سابونجيا على موقع IMDb (الإنجليزية)
- باتريك سابونجيا على موقع قاعدة بيانات الفيلم (الإنجليزية)